# Raja pulchra
Raja pulchra е вид хрущялна риба от семейство Морски лисици (Rajidae). Видът е световно застрашен, със статут Уязвим.

## Разпространение
Разпространен е в Китай (Шанхай), Провинции в КНР, Тайван, Южна Корея и Япония (Кюшу, Рюкю, Хокайдо и Хоншу).